# Cantó de Domèvre-en-Haye
El cantó de Domèvre-en-Haye és un cantó francès del departament de Meurthe i Mosel·la, situat al districte de Toul. Té 27 municipis i el cap és Domèvre-en-Haye.

## Municipis
- Andilly
- Ansauville
- Avrainville
- Beaumont
- Bernécourt
- Domèvre-en-Haye
- Francheville
- Gézoncourt
- Griscourt
- Grosrouvres
- Hamonville
- Jaillon
- Liverdun
- Mamey
- Mandres-aux-Quatre-Tours
- Manoncourt-en-Woëvre
- Manonville
- Martincourt
- Minorville
- Noviant-aux-Prés
- Rogéville
- Rosières-en-Haye
- Royaumeix
- Tremblecourt
- Velaine-en-Haye
- Villers-en-Haye
- Villey-Saint-Étienne

## Història
| Data d'elecció                           | Identitat        | Partit                     | Qualitat |
| ---------------------------------------- | ---------------- | -------------------------- | -------- |
| 1945-1982                                | Maurice Grégoire | Divers droite              |          |
| 1982-1994                                | Armand Rémy      | UDF                        |          |
| 1994-                                    | Jean Loctin      | UDF, després divers droite |          |
| les dades anteriors no són pas conegudes |                  |                            |          |
|                                          |                  |                            |          |

## Demografia
| A partir de 1990: Població sense dobles comptes |